# James Tissot
James Tissot (1836-1902) fou un pintor, gravador, esmaltador i grafista francès, el qual és conegut pels seus retrats de la societat victoriana.

## Biografia

### Primers anys
Va néixer a Nantes el 15 d'octubre de 1836 al si d'una família de classe mitjana. Després de rebre una educació religiosa i quan tenia 19 anys, Tissot va anar a París per a estudiar art sota la tutela de Louis Lamothe i Jean-Hippolyte Flandrin. El 1859 va exposar al Saló de París amb 23 anys i, tot i que a l'inici de la seua carrera pintà escenes amb vestuaris històrics, cap al 1864 es va dedicar amb molt d'èxit a pintar quadres de la vida contemporània, normalment amb la presència de dones molt modernes i distingides.

### Estada a Londres
A causa de la seua participació en la Guerra francoprussiana i de sumar-se a la Comuna de París (1871) es va veure obligat a refugiar-se a Londres, on va viure del 1871 al 1882. Hi va tenir tant d'èxit com havia tingut a París (va exposar les seues obres amb freqüència a la Royal Academy of Arts) i vivia amb un cert luxe a St John's Wood: l'any 1874, Edmond de Goncourt va escriure sarcàsticament que tenia "un estudi amb una sala d'espera on, en tot moment, hi havia xampany gelat a disposició dels visitants, i al voltant de l'estudi hi havia un jardí on es podia veure tot el dia un lacai vestit amb mitges de seda que netejava i polia les fulles dels arbustos".

### Retorn a França i viatges a Terra Santa

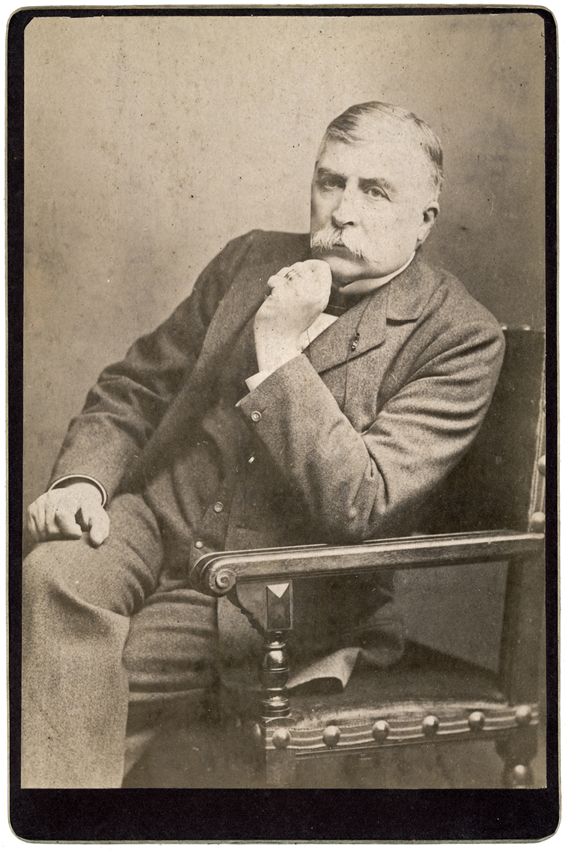
James Tissot cap al 1890

L'any 1882, quan va morir de tuberculosi la seua amant Kathleen Newton (l'arquetípica model Tissot), va tornar a França. L'any 1885, després d'haver assolit l'èxit pintant la societat benestant de Londres i París, Tissot va experimentar una conversió religiosa quan va entrar en l'església de Saint-Sulpice de París per a "captar-ne l'atmosfera per a un quadre", la qual no només li va renovar les seues creences sinó que també va fer canviar dramàticament el seu enfocament artístic. Durant els següents 10 anys, Tissot es va dedicar a il·lustrar el Nou Testament (des d'abans del naixement de Jesús fins a la seua resurrecció) i el resultat fou una monumental sèrie de 350 aquarel·les sobre la vida de Crist, les quals combinen imatges fantàstiques amb un realisme vívid producte de les seues visites a Terra Santa (del 1886 al 1887 i el 1889) per a imbuir-se dels paisatges, l'arquitectura, el vestits i els costums de l'indret (a diferència d'altres artistes anteriors, que sovint havien representat les figures bíbliques anacrònicament, Tissot va pintar els seus personatges amb vestits que ell creia que eren històricamen autèntics gràcies a les seues observacions de les excavacions arqueològiques que s'hi feien aleshores). Aquestes il·lustracions dels fets de la Bíblia es van fer enormement populars (tant en forma de llibre com quan van ésser exposats els dibuixos originals) i foren exhibides amb un gran èxit de crítica i de públic a París (1894-1895), Londres (1896), Boston, Filadèlfia, Chicago i Nova York (1898-1899) abans d'ésser comprades, a suggeriment de John Singer Sargent, pel Museu de Brooklyn el 1900 (l'adquisició fou duta a terme gràcies als diners recaptats per una subscripció pública impulsada, en part, pel periòdic Brooklyn Daily Eagle, el qual instava els seus lectors a contribuir a la campanya). Posteriorment, va voler fer el mateix amb l'Antic Testament, però la mort li ho va impedir.

## Estil

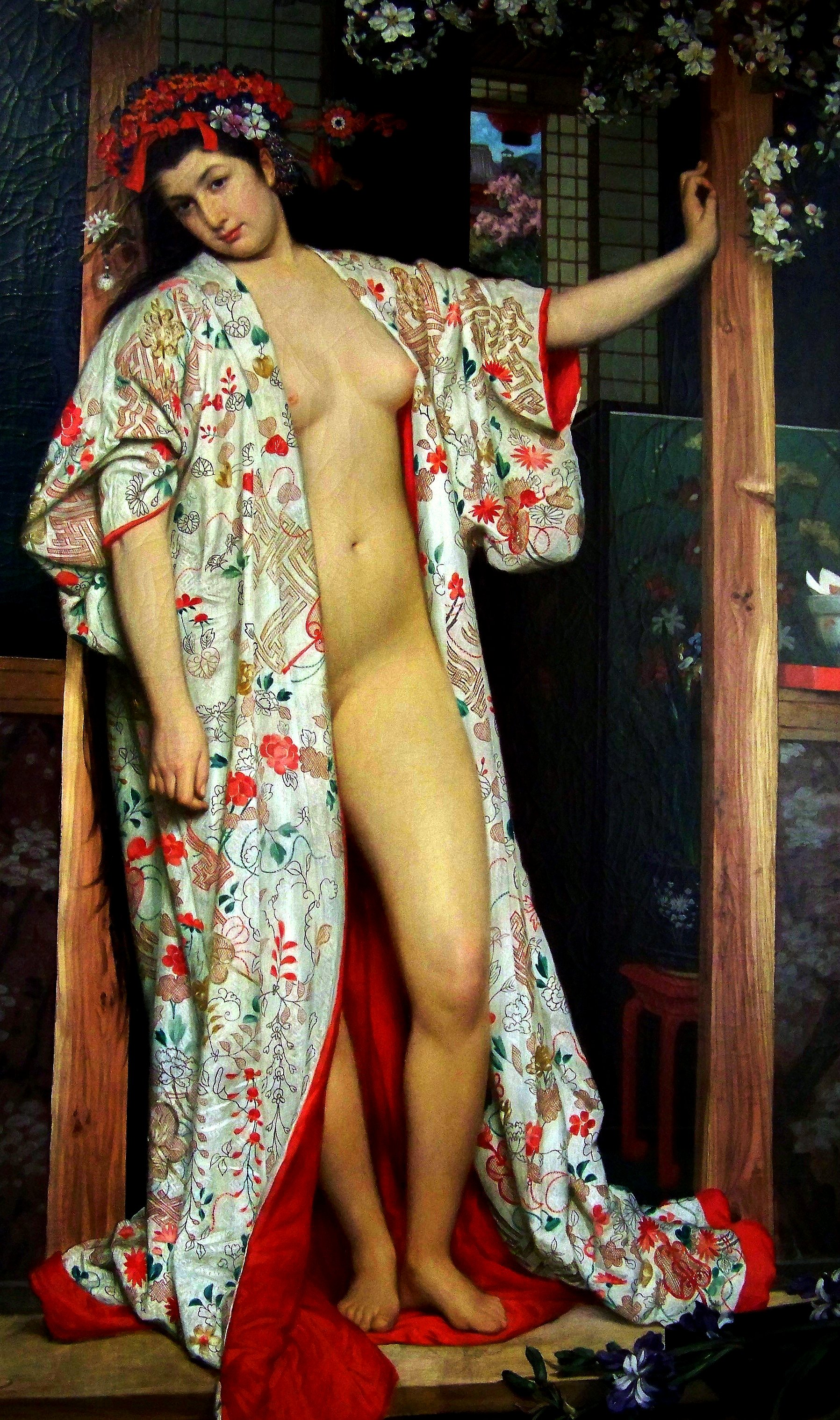
La japonesa al bany (1864, Museu de Belles Arts de Dijon, Dijon, França)

Les seues primeres pintures foren de temàtica romàntica i medieval, mentre que obres com Meeting of Faust and Marguerite (1861, Museu d'Orsay, París) i Marguerite at the Ramparts (1861) mostren la influència del pintor belga Jan agost Hendrik Leys. Durant les dècades del 1860 i 1870, Tissot abandona aquestes tendències a favor de temes contemporanis i començà a pintar l'alta societat (com ara, El ball a bord, 1874), de vegades amb una intenció humorística -com ara, Dues germanes (1864, Museu del Louvre, París) i Beating the Retreat in the Tuileries Gardens (1868, col·lecció privada)-. Es va interessar per l'art oriental (Young Ladies Looking at Japanese Objects, 1869, col·lecció privada) i cap a finals de la dècada del 1870 es va dedicar a fabricar objectes amb decoració cloisonné. Durant la dècada del 1880 va tenir una gran demanda com a retratista i, també, va pintar un gran nombre de quadres de temàtica religiosa. Un altre dels temes favorits de Tissot fou el port de Londres amb el riu Tàmesi: les seues pintures amb aquest riu com a fons tenen una atmosfera evocadora on, gairebé, es pot olorar el fum i sentir els crits dels estibadors i els mariners.
Els seus quadres es distingeixen fàcilment perquè li agradava molt que hi sortissin bonics vestits femenins. La seua obra és probable que hagi estat reproduïda més sovint en llibres sobre la història de la pintura. Tot i així, també posseïa una certa habilitat per a observar amb intel·ligència els matisos del capteniment social.
Durant molts anys després de la seua mort, Tissot va ésser considerat un artista enormement vulgar, però recentment s'ha produït un ressorgiment en l'interès per la seua obra que es fa evident tant en els preus a què es cotitzen els seus quadres com en els nombrosos llibres i exposicions que li han estat dedicats.

## Obres destacades

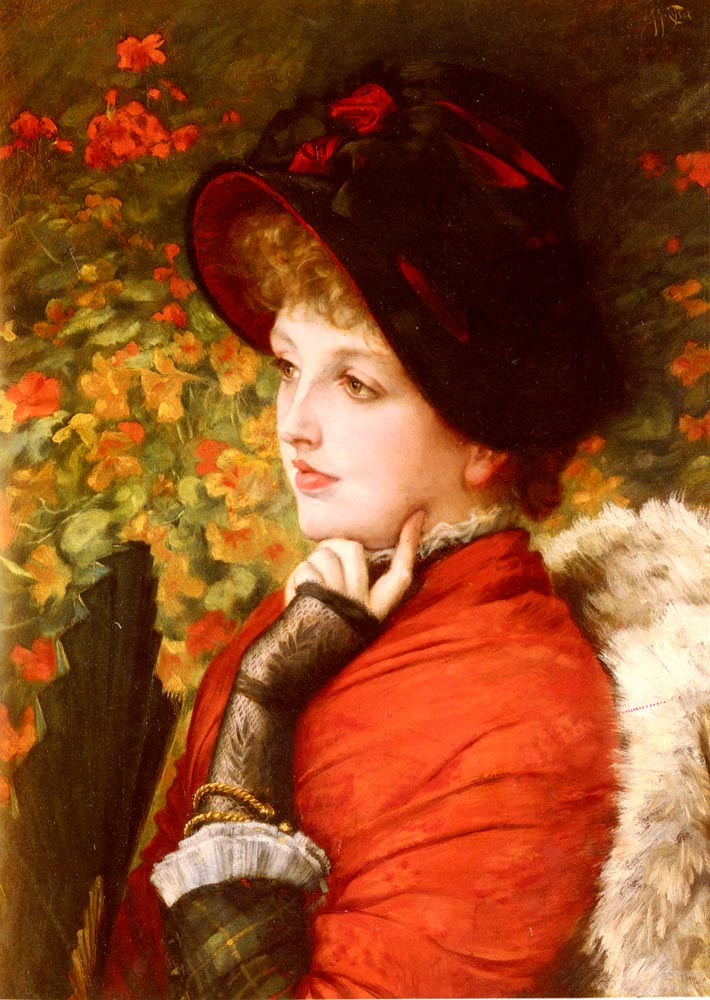
Un tipus de bellesa (1880, col·lecció privada)

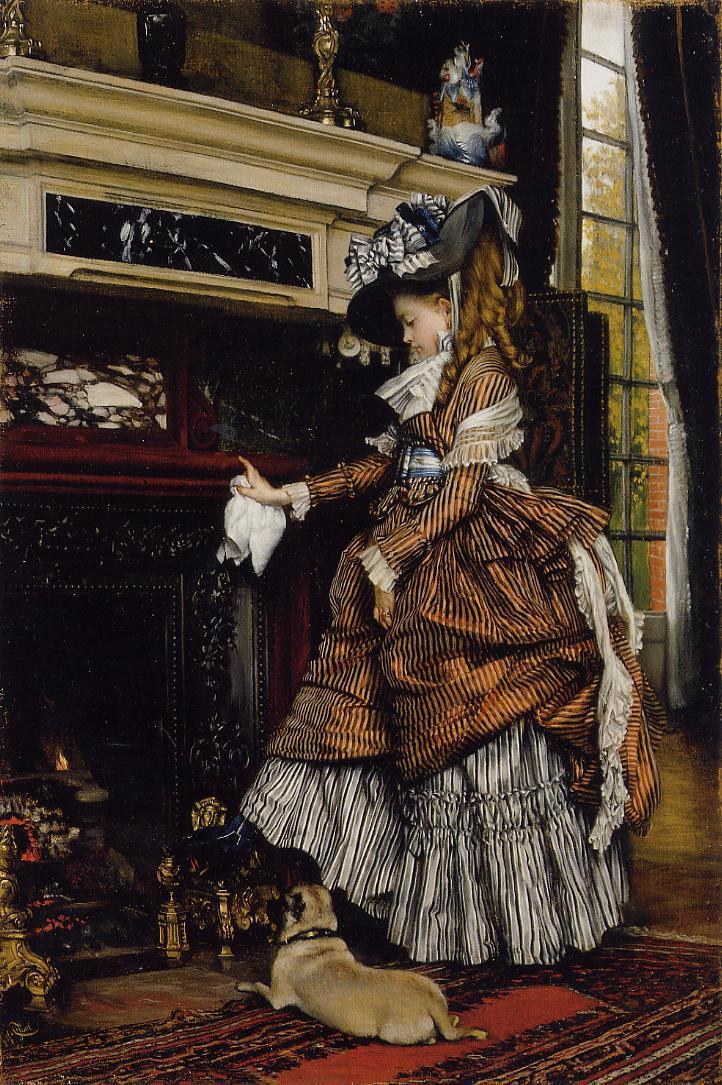
La xemeneia (1869, col·lecció privada)

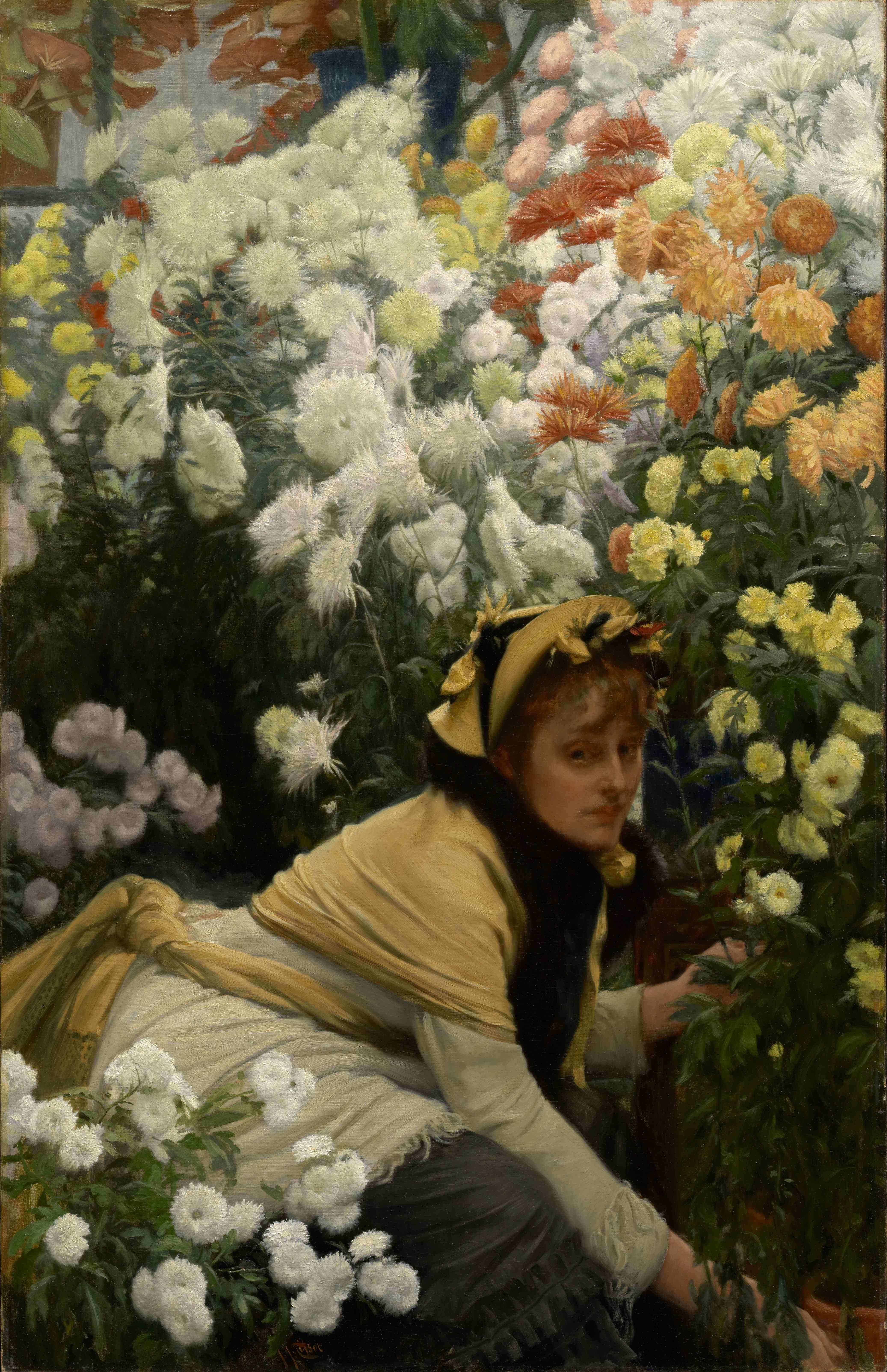
Crisantems (1874-1875, Clark Art Institute, Williamstown, Massachusetts)

Fet i amagar (1880-1882, National Gallery of Art, Washington DC)

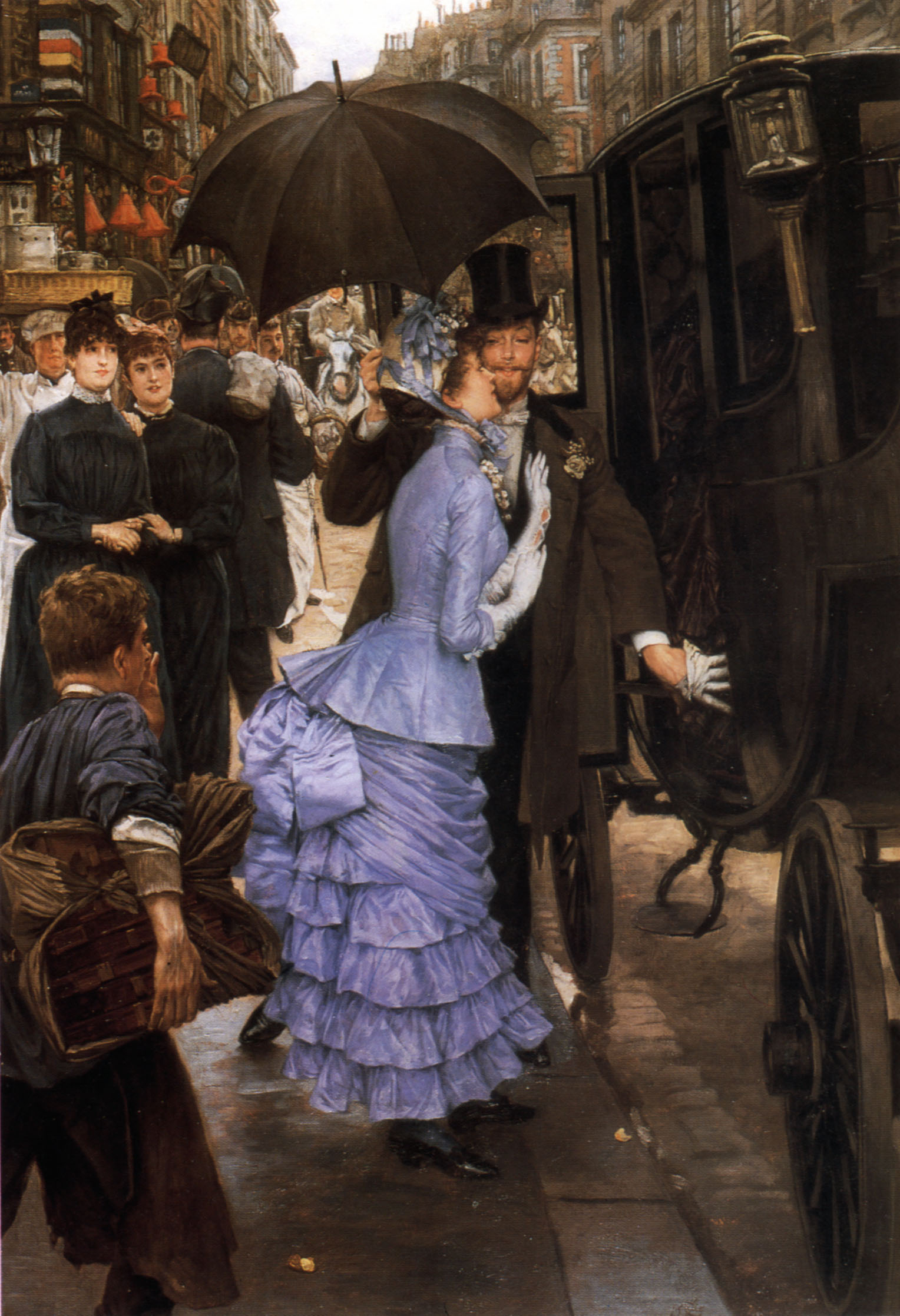
La dama d'honor (1883-1885, Galeria d'Art de Leeds, Leeds, Anglaterra)

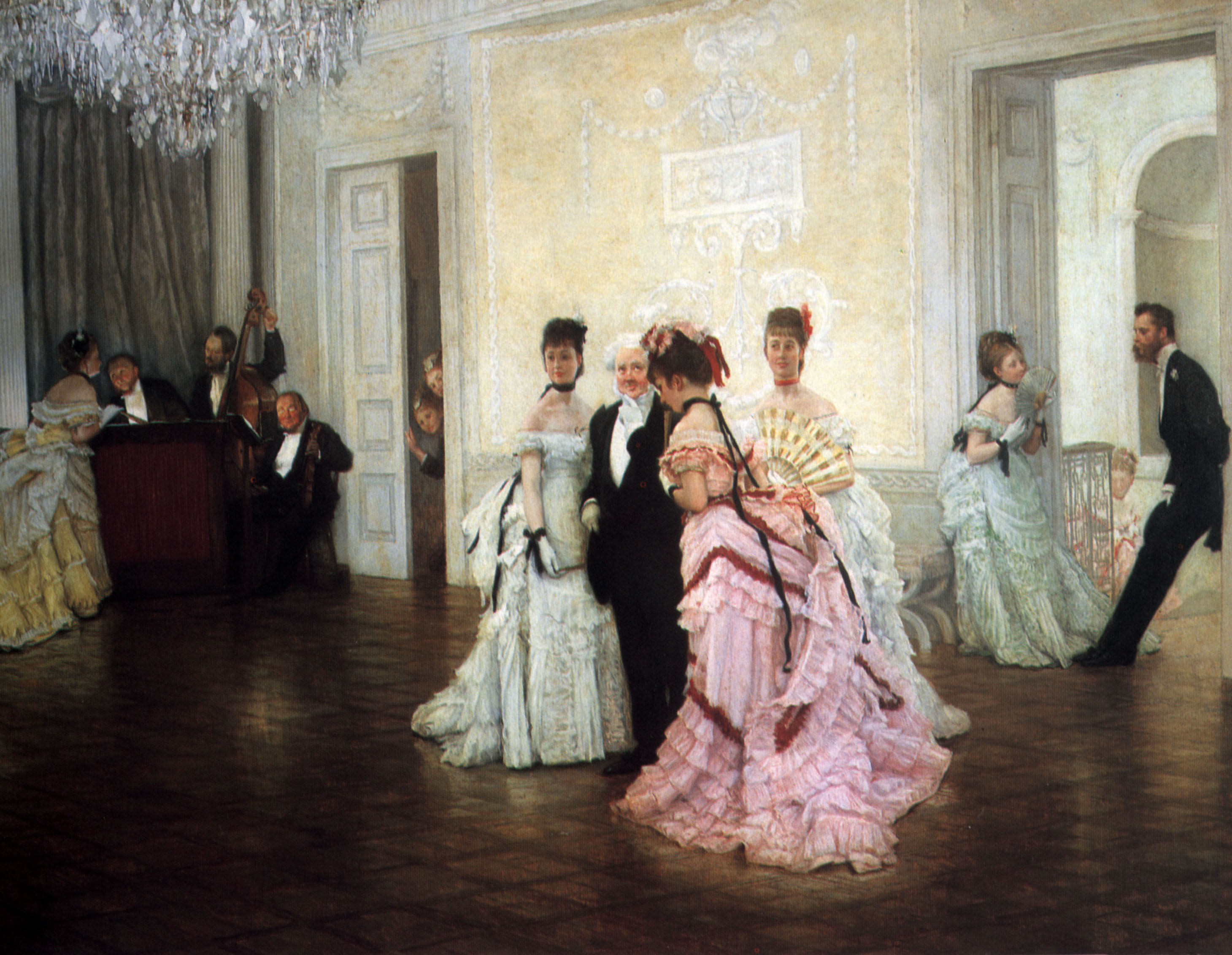
Massa aviat (1873, Galeria d'Art Guildhall, Londres)

- Garden at the Artist's House (col·lecció privada)
- L'hamaca
- The Morning Ride
- Preparing for the Gala (col·lecció privada)
- A Reclining Lady (col·lecció privada)
- Autoretrat (Fine Arts Museums of San Francisco, San Francisco)
- Special Outing
- Still Life with Shells (col·lecció privada)
- Una visita a l'iot (col·lecció privada)
- Esperant -també conegut com a In the Shallows)- (col·lecció privada)
- Durant el servei -conegut també com Els dubtes de Martí Luter- (1860, col·lecció privada)
- Al Conservatori (1860, col·lecció privada)
- Marguerite in Church (1860, National Gallery of Ireland, Dublín)
- Fauste and Marguerite in the Garden (1861, col·lecció privada)
- El retorn del fill pròdig (1862, col·lecció privada)
- Les dues germanes; Retrat (1863, Museu d'Orsay, París)
- Retrat d'una dama (1864, col·lecció privada)
- Retrat de la senyoreta L. L. - també conegut com a Noia amb una jaqueta vermella- (1864, Museu d'Orsay, París)
- En sortir del confessionari (1865, Southampton City Art Gallery, Southampton, Anglaterra)
- Retrat del marquès i de la marquesa de Miramon i dels seus fills (1865, Museu d'Orsay, París)
- Primavera (1865, col·lecció privada)
- Senyoreta sostenint objectes japonesos (1865, col·lecció privada)
- A l'església (1865-1869, col·lecció privada)
- L'intent de segrest (1866)
- Marquesa de Miramon (1866, Getty Center, Los Angeles)
- Beating the Retreat in the Tuileries Gardens (1867, col·lecció privada)
- The Confidence -també conegut com L'admissió- (1867, col·lecció privada)
- Retrat d'Eugène Coppens de Fontenay (1867, Museu d'Art de Filadèlfia)
- A l'hivernacle (1867-1869, col·lecció privada)
- El Cercle de la Rue Royale (1868, col·lecció privada)
- Un dinar (1868, col·lecció privada)
- Una vídua (1868, col·lecció privada)
- Partie Carree (1868-1870, col·lecció privada)
- La Partie carrée (1868-1870, col·lecció privada)
- Al camp de tir (1869, col·lecció privada)
- La xemeneia (1869, col·lecció privada)
- Les escales (1869, col·lecció privada)
- Senyoretes mirant objectes japonesos (1869, col·lecció privada)
- Noies mirant objectes japonesos (1869, Museu d'Art de Cincinnati)
- Noies mirant objectes japonesos (1869-1870, col·lecció privada)
- Capità Frederick Gustavus Burnaby (1870, National Portrait Gallery, Londres)
- Noia en una barca (1870, col·lecció privada)
- El comiat (1871, Bristol City Museum and Art Gallery)
- En el riu (1871, col·lecció privada)
- Senyoreta amb un ventall (1870-1871, col·lecció privada)
- Males notícies -també conegut com El comiat- (1872, Museu Nacional de Gal·les, Cardiff)
- Senyor en un vagó de tren (1872, National Gallery of Victoria, Melbourne, Austràlia)
- Te (1872, Metropolitan Museum of Art, Nova York)
- La història avorrida (1872, col·lecció privada)
- Abordant el iot (1873, col·lecció privada)
- The Captain and the Mate (1873, col·lecció privada)
- La filla del capità (1873, col·lecció privada)
- La filla del capità (1873, Southampton City Art Gallery, Southampton, Anglaterra)
- Un dandi (1871-1873, col·lecció privada)
- El darrer capvespre (1873, Guildhall Art Gallery, Londres)
- The Return from the Boating Trip (1873, col·lecció privada)
- Massa aviat (1873, Guildhall Art Gallery, Londres)
- Esperant (1873, col·lecció privada)
- El ball a bord (1874, Tate Britain, Londres)
- El rotlle japonès (1874, col·lecció privada)
- London Visitors (1874, Toledo Museum of Art, Toledo, Ohio)
- Llegint les notícies (1874, col·lecció privada)
- Still on Top (ca. 1873, Auckland Art Gallery Toi o Tāmaki, Auckland, Nova Zelanda)
- Esperant a l'estació, Willesden Junction (1874, Dunedin Public Art Gallery, Dunedin, Nova Zelanda)
- Esperant el transbordador (1874, Speed Art Museum, Louisville, Kentucky)
- Crisantems (1874-1875, Clark Art Institute, Williamstown, Massachusetts)
- Quarrelling (1874-1876, col·lecció privada)
- Tardor al Tàmesi -també conegut com a Nuneham Courtenay- (1875, col·lecció privada)
- El ram de violetes (1875, col·lecció privada)
- El ventall (1875, Wadsworth Atheneum, Hartford, Connecticut)
- Silenci! -també conegut com El concert- (1875, Manchester Art Gallery)
- Al conservatori -també conegut com Els rivals (1875-1876, col·lecció privada)
- Un dia de festa a Brighton (1875-1878, col·lecció privada)
- Un convalescent (1876, Sheffield Galleries and Museums Trust, Sheffield, Anglaterra)
- Festa -també conegut com el Pícnic- (1876, Tate Britain, Londres)
- Una tempesta de pas (1876, Beaverbrook Art Gallery, Fredericton, Nova Brunswick, el Canadà)
- Retrat de la senyoreta Lloye (1876, Tate Britain, Londres)
- El Tàmesi (1876, The Hepworth Wakefield, Wakefield, Anglaterra)
- La carta (1876-1878, National Gallery of Canada, Ottawa, el Canadà)
- Cambra amb vistes al port (1876-1878, col·lecció privada)
- Algeron Moses Marsden (1877, col·lecció privada)
- The Gallery of the H.M.S. Calcutta (1877, Tate Britain, Londres)
- Mavourneen -també conegut com a Retrat de Kathleen Newton- (1877, col·lecció privada)
- Octubre (1877, Museu de Belles Arts de Montreal, Mont-real, el Quebec)
- Drassana de Portsmouth -també conegut com a Com de feliç podria estar amb qualsevol- (1877, Tate Britain, Londres)
- El vidu (1877, Art Gallery of New South Wales, Sydney, Austràlia)
- Croquet (1878, Art Gallery of Hamilton, Hamilton, Ontario, el Canadà)
- En un jardí anglès (1878, col·lecció privada)
- July: Specimen of a Portrait (1878, Museu d'Art de Cleveland, Cleveland, Ohio)
- Primavera (1878, col·lecció privada)
- Estiu (1878, col·lecció privada)
- Esperant el transbordador (1878, col·lecció privada)
- La filla del guerrer (1878, Manchester Art Gallery, Manchester, Anglaterra)
- Un passeig hivernal -també conegut com a Kathleen Newton in snow scene- (1878)
- Pel Tàmesi a Richmond (1878-1879, col·lecció privada)
- Llegint una història (1878-1879, col·lecció privada)
- Rivals (1878-1879, col·lecció privada)
- Going to Business -també conegut com a Going to the City- (1879, col·lecció privada)
- La senyora Newton amb un para-sol (1879, Museu Baron-Martin, Gray, l'Alt Saona, França)
- Orfe (1879, col·lecció privada)
- Al Louvre -també conegut com a Visitants estrangers al Louvre- (1879-1880, col·lecció privada)
- La germana gran (1879-1882, col·lecció privada)
- L'hamaca (1880, col·lecció privada)
- Un tipus de bellesa -també conegut com a Kathleen Newton- (1880, col·lecció privada)
- Fet i amagar (1880-1882, National Gallery of Art, Washington DC)
- La partença: estudi per al fill pròdig (1881, col·lecció privada)
- Al Sol (1881, col·lecció privada)
- Kathleen Newton al piano (1881, col·lecció privada)
- Quiet (1881, col·lecció privada)
- El banc del jardí (1882, col·lecció privada)
- Goodbye, on the Mersey (1882, col·lecció privada)
- A Little Nimrod (1882, Musée des Beaux-Arts et d'archéologie de Besançon, Besançon, França)
- En el Tàmesi -també conegut com a Retorn de Henley- (1882, col·lecció privada)
- El fill pròdig en la vida moderna: la partença (1882, Musée des beaux-arts de Nantes, Nantes, França)
- El fill pròdig en la vida moderna: en climes estrangers (1882, Musée des beaux-arts de Nantes, Nantes, França)
- El fill pròdig en la vida moderna: el vedell gras (1882, Musée des beaux-arts de Nantes, Nantes, França)
- El fill pròdig en la vida moderna: la tornada (1882, Musée des beaux-arts de Nantes, Nantes, França)
- Admiring a Portfolio (1882-1883, col·lecció privada)
- El diari (1883, col·lecció privada)
- Berthe (1883, Petit Palais, París)
- Les dames de l'artista (1883-1885, Chrysler Museum of Art, Norfolk, Virgínia)
- La dama d'honor (1883-1885, Leeds Art Gallery, Leeds, Anglaterra)
- La noia de la botiga (1883-1885, Art Gallery of Ontario, Toronto, el Canadà)
- The Sporting Ladies -també conegut com The Amateur Circus- (1883-1885, Museu de Belles Arts de Boston)
- Study for "Le sphinx" -també conegut com a Woman in an Interior- (1883-1885)
- Without a Dowry -també conegut com a Diumenge al Jardí de Luxemburg- (1883-1885, col·lecció privada)
- A Woman of Ambition (1883-1885, Albright-Knox Art Gallery, Buffalo, Estat de Nova York)
- The Woman of Fashing (1883-1885, col·lecció privada)
- Visitants estrangers al Louvre (1883-1885, col·lecció privada)
- Al Louvre (1883-1885, col·lecció privada)
- Les dames dels cotxes (1883-1885, Rhode Island School of Design Museum, Rhode Island)
- Els pintors i les seves esposes (ca. 1885, Chrysler Museum of Art, Norfolk, Virgínia)
- L'aparició (1885, col·lecció privada)
- Ruïnes -també conegut com a Voices Within- (1885, l'Ermitage, Sant Petersburg, Rússia)
- Behold, He Standeth behind Our Wall (1886-1894, Museu de Brooklyn, Nova York)
- Jesús a Betània (1886-1894, Museu de Brooklyn, Nova York)
- Mary Magdalene's Box of Very Precious Ointment (1886-1894, Museu de Brooklyn, Nova York)
- Maria Magdalena abans de la seua conversió (1886-1894, Museu de Brooklyn, Nova York)
- Retrat del pelegrí (1886-1894, Museu de Brooklyn, Nova York)
- La Magdalena penedida (1886-1894, Museu de Brooklyn, Nova York)
- El que el nostre Salvador va veure des de la Creu (1886-1894, Museu de Brooklyn, Nova York)
- Jesus Teaches the People by the Sea (1886-1896, Museu de Brooklyn, Nova York)
- L'Anunciació (1886-1896, Museu de Brooklyn, Nova York)
- Jesús Mirant a través d'una gelosia (1890, Museu de Brooklyn, Nova York)
- Viatge dels Reis d'Orient (1894, Minneapolis Institute of Art, Minneapolis, Minnesota)
- The Princess of Broglie (1895, col·lecció privada)
- Autoretrat (1898, col·lecció privada)
- La plaga de llagostes (1896-1900, Jewish Museum, Nova York)[12][13]

## Galeria d'imatges

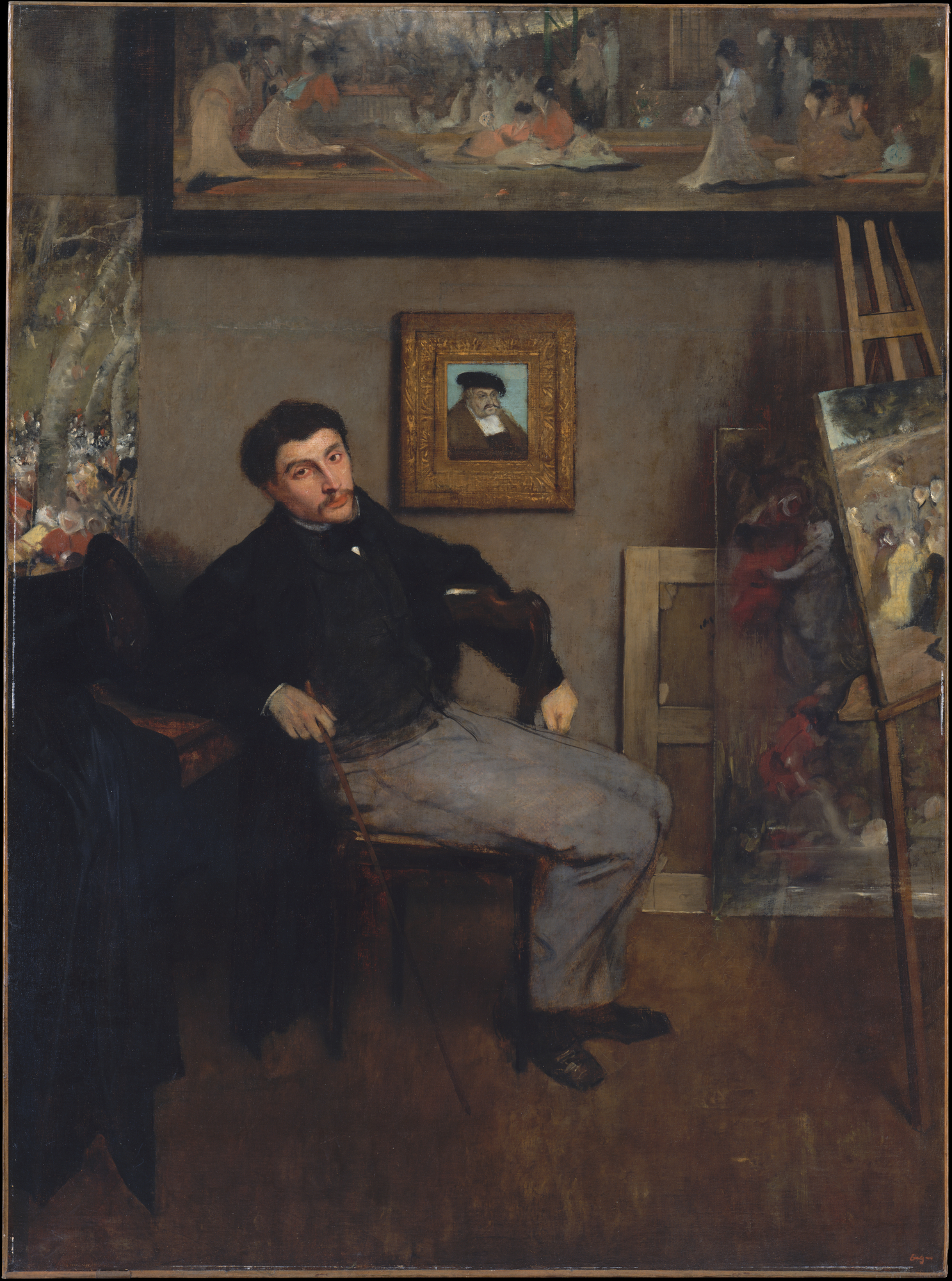
Retrat de James Tissot per Edgar Degas (vers 1867-1868, Metropolitan Museum of Art, Nova York
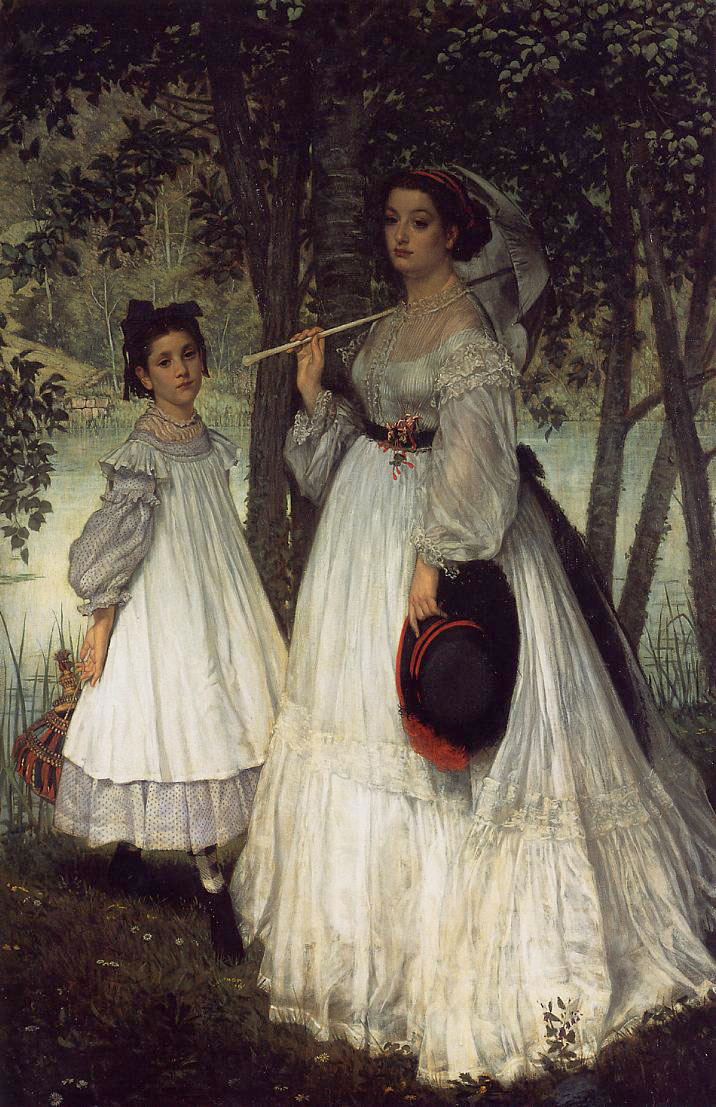
Dues germanes (1863, Museu d'Orsay, París)
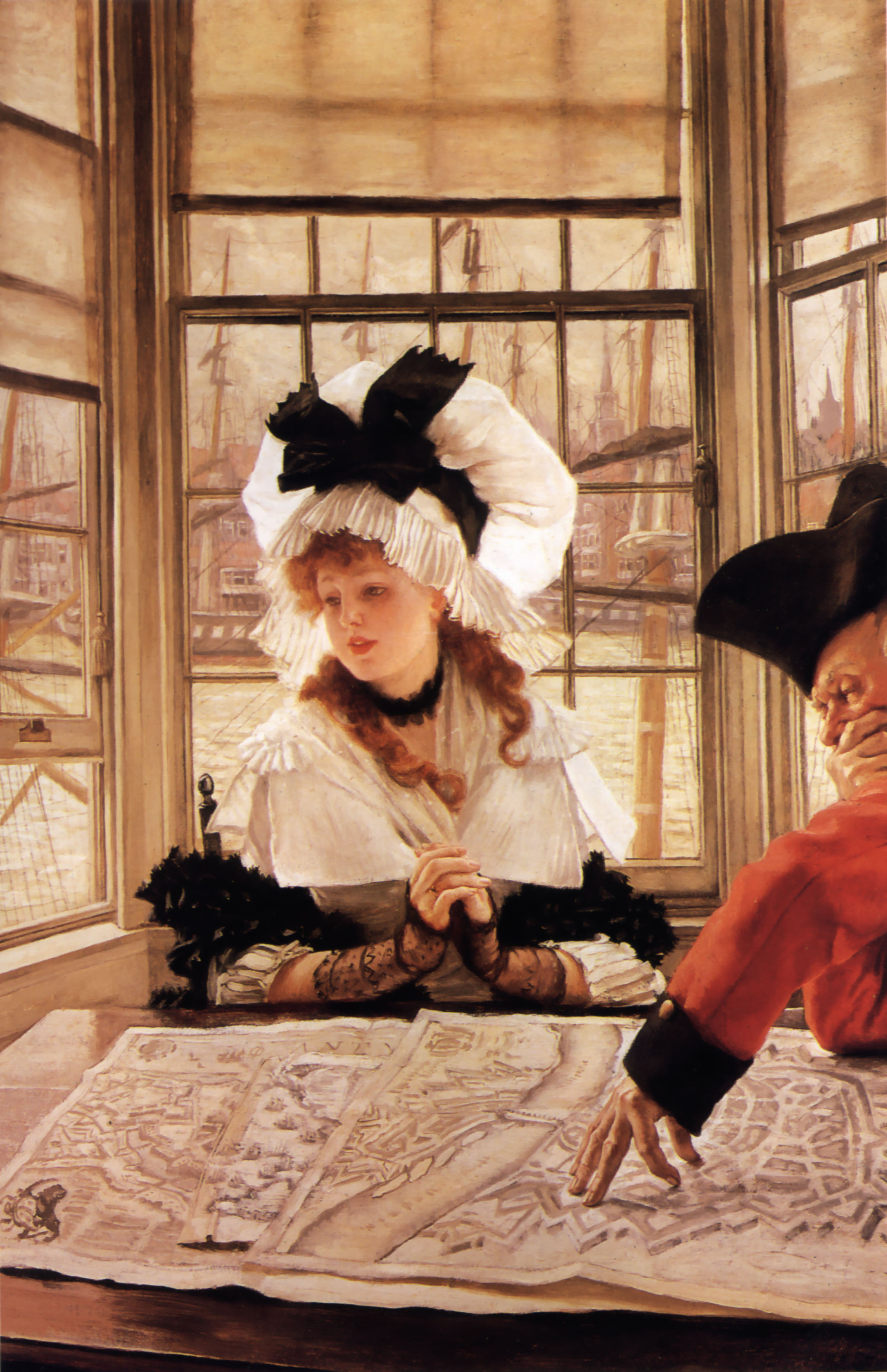
La història avorrida (1872, col·lecció privada)
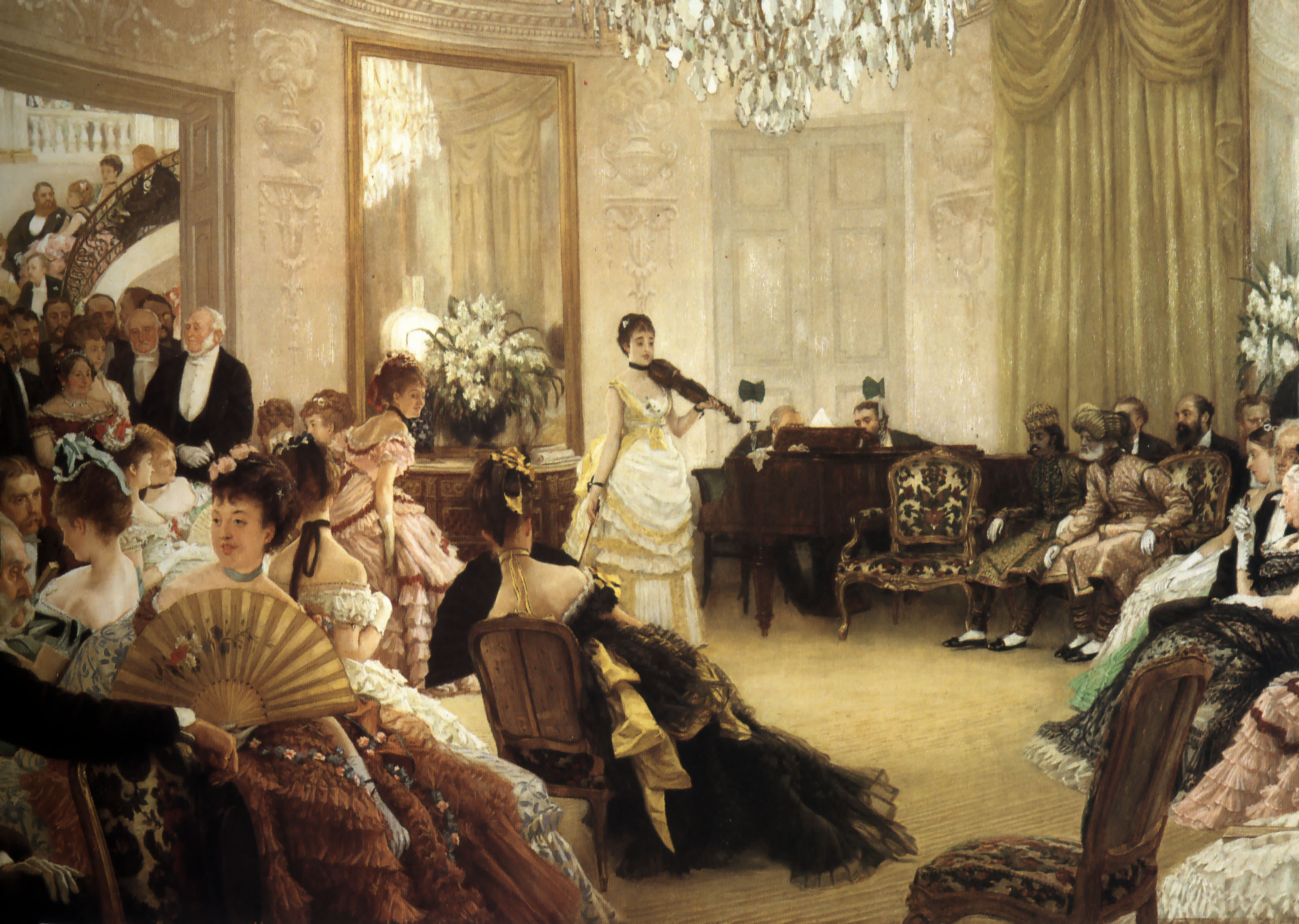
Silenci! -també conegut com El concert- (1875, Manchester Art Gallery)
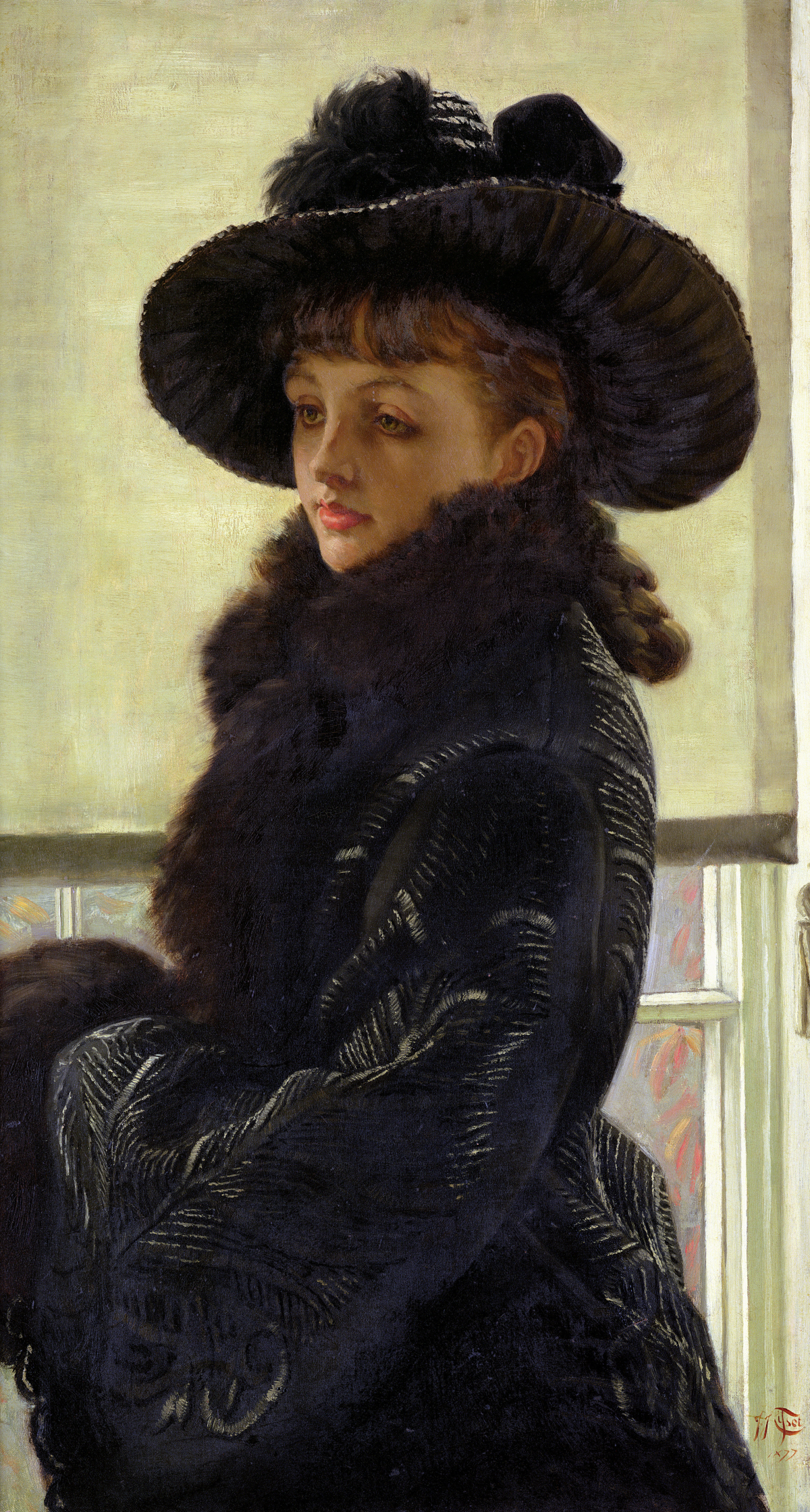
Mavourneen -també conegut com a Retrat de Kathleen Newton- (1877, col·lecció privada)
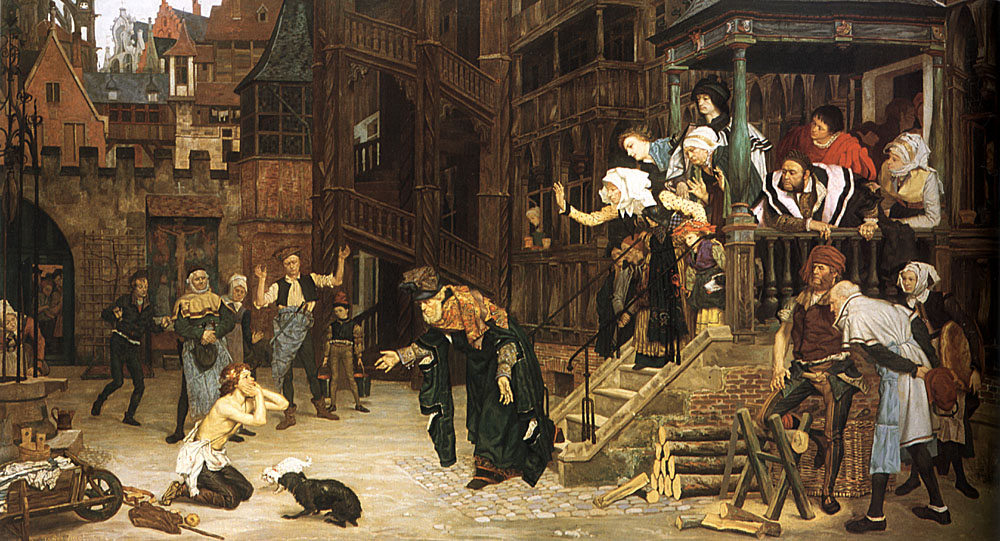
El retorn del fill pròdig (1862, col·lecció privada)
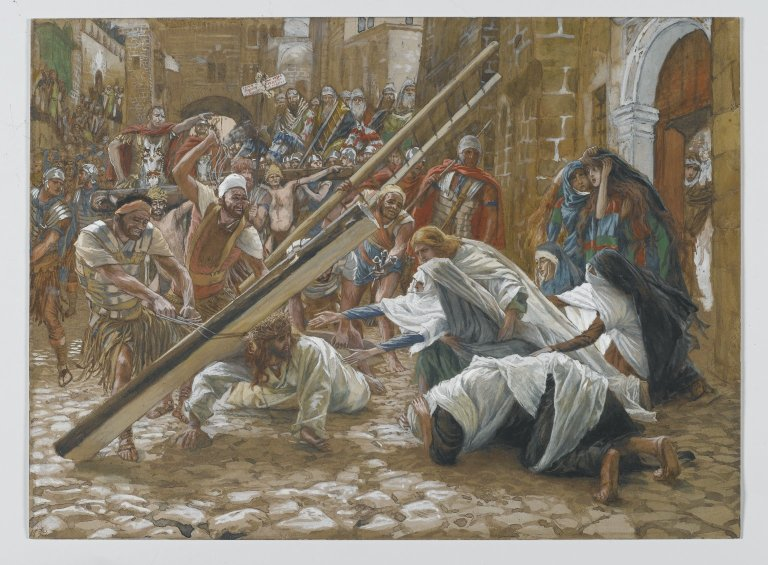
Jesús es retroba amb sa mare (1886-1894, 26'5 × 36'2 cm, Museu de Brooklyn, Nova York)
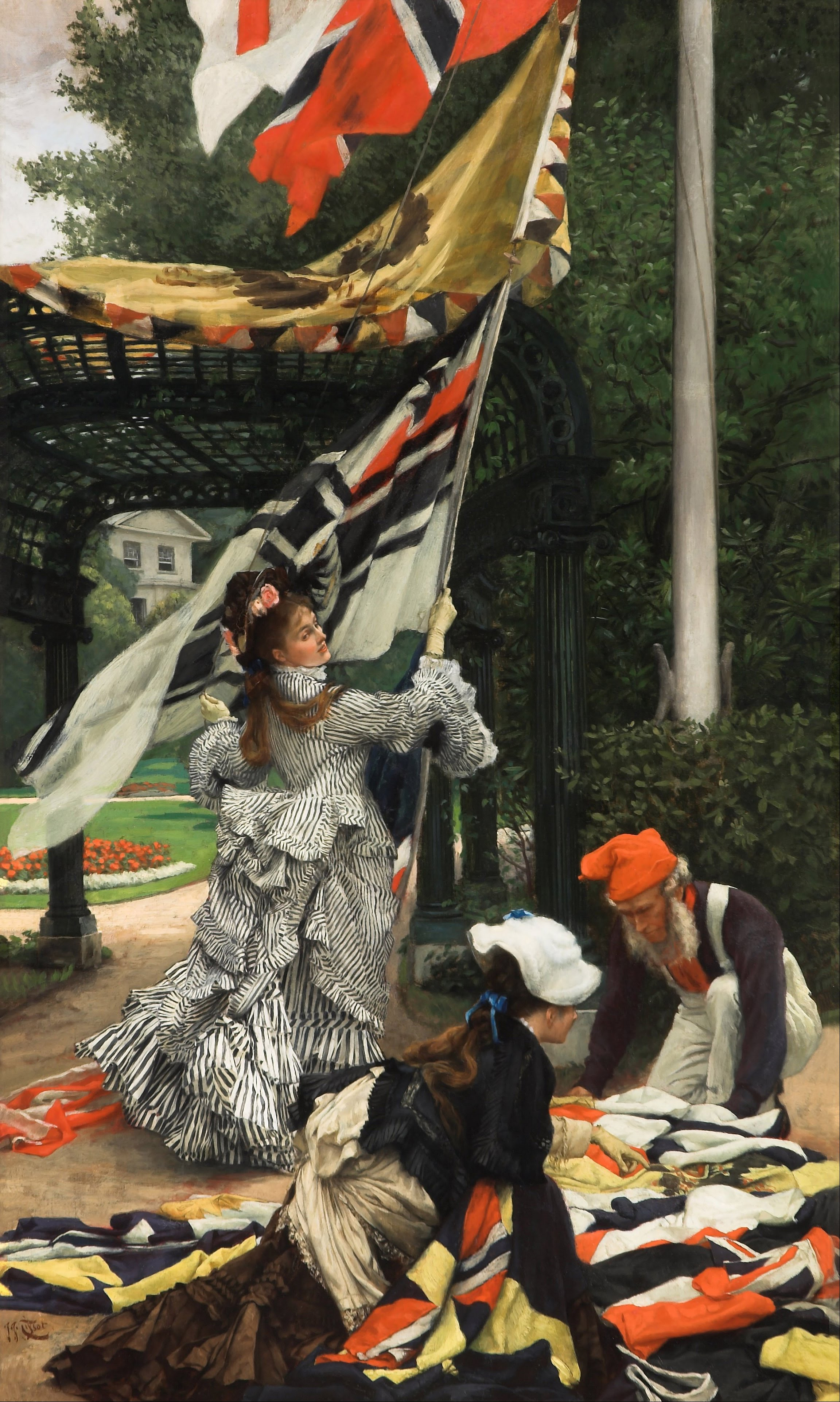
Still on Top (ca. 1873, 87'6 x 53'3 cm, Auckland Art Gallery Toi o Tāmaki, Auckland, Nova Zelanda)
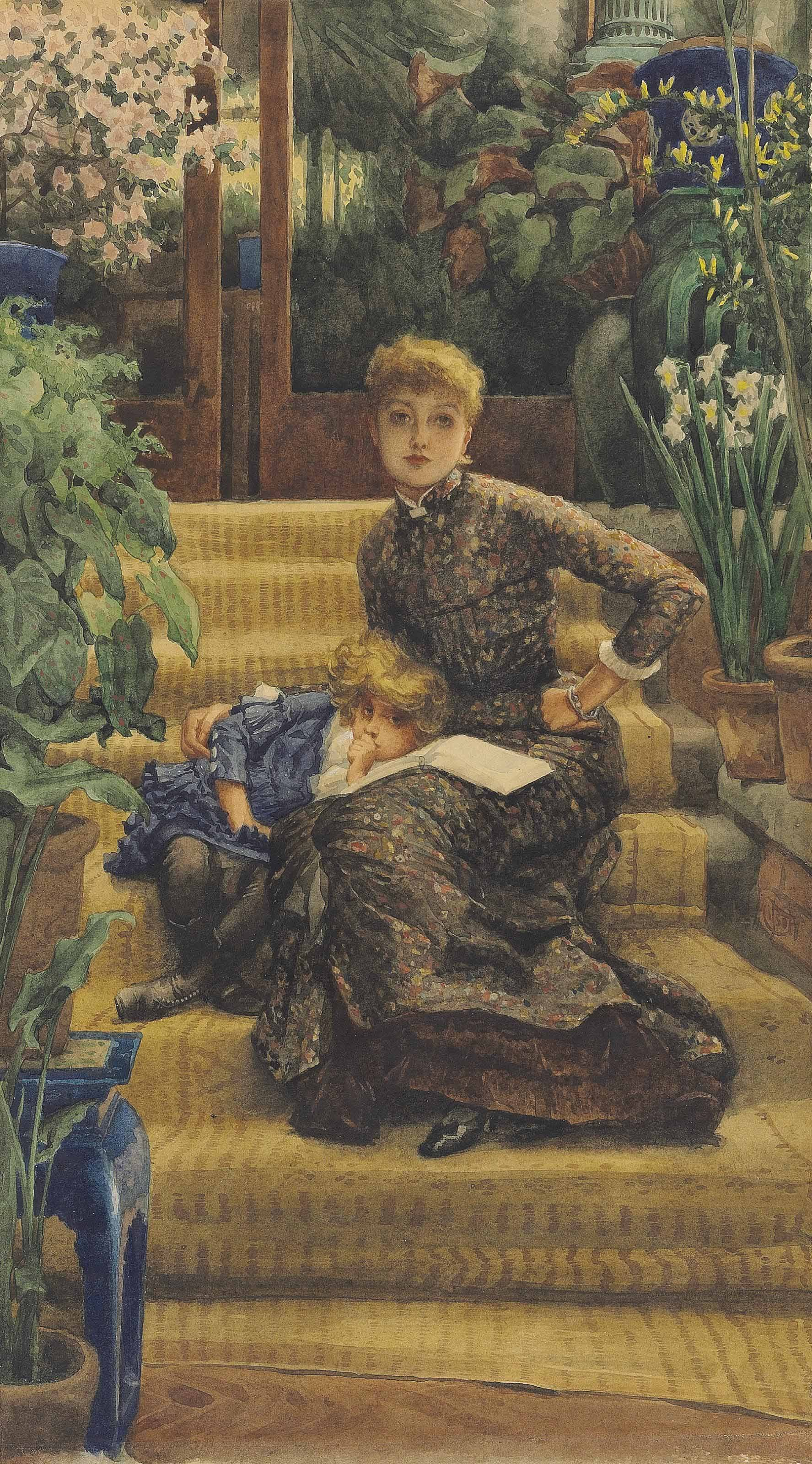
La germana gran (1879-1882, col·lecció privada)
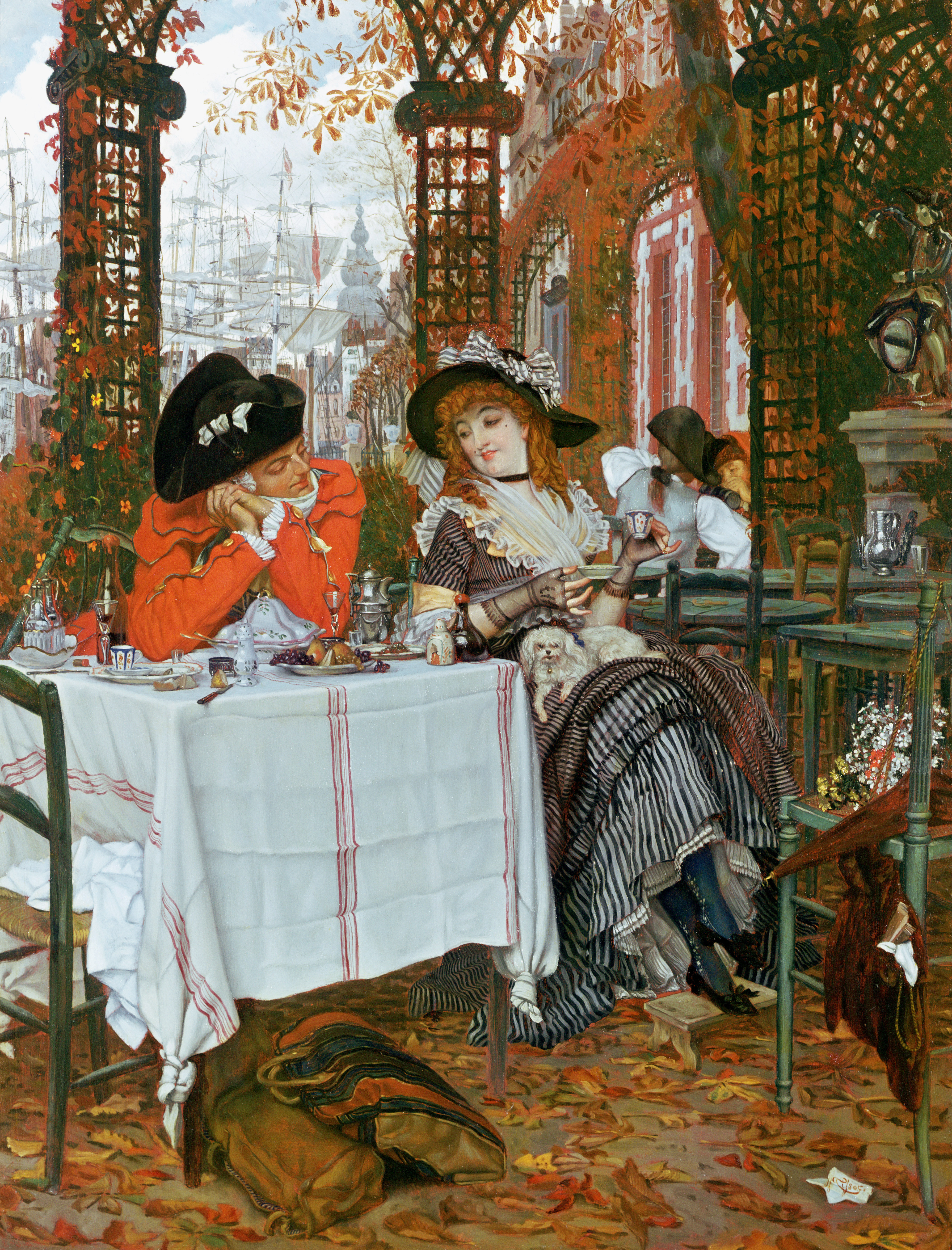
Un dinar (1868, col·lecció privada)
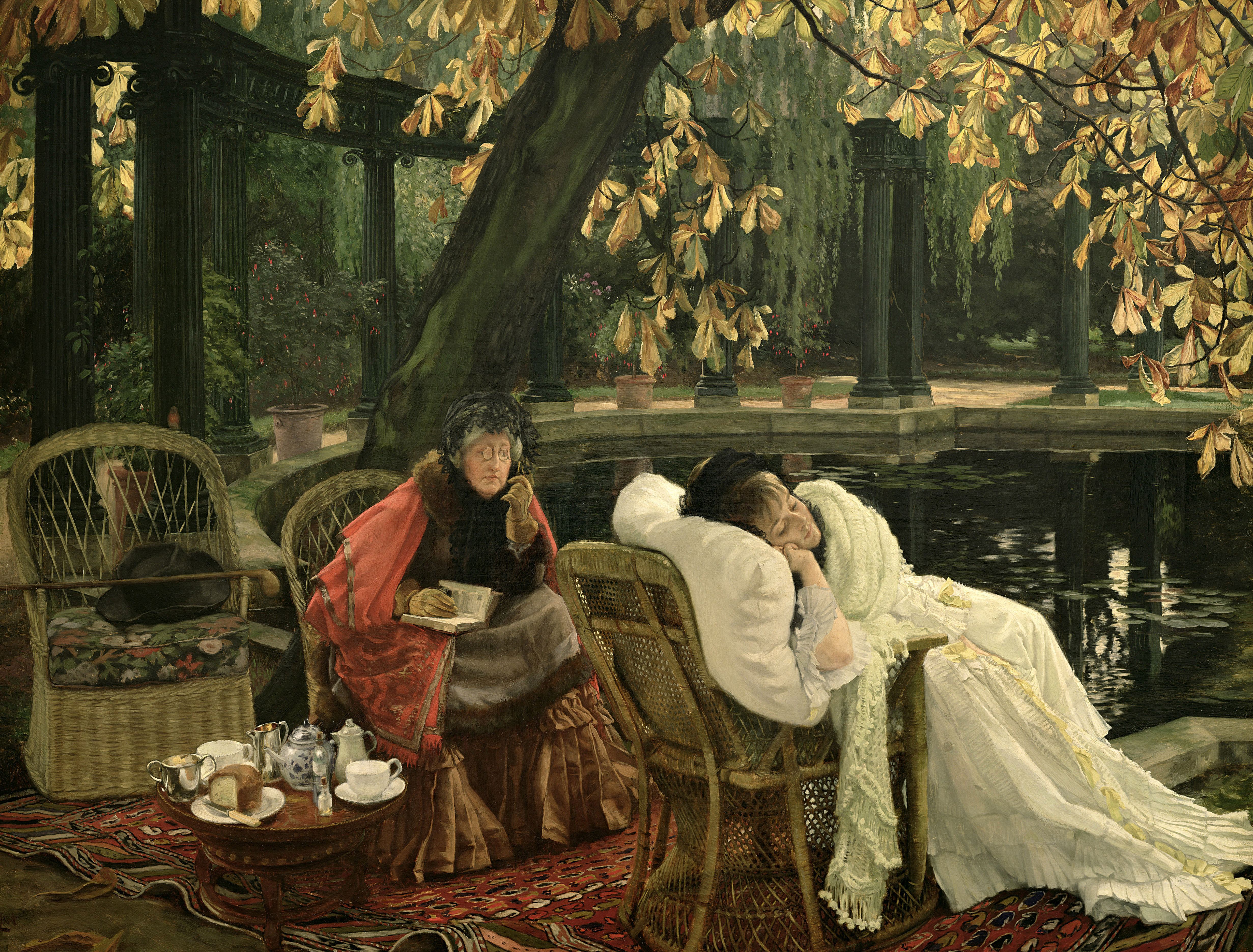
Un convalescent (1876, Sheffield Galleries and Museums Trust, Sheffield, Anglaterra)
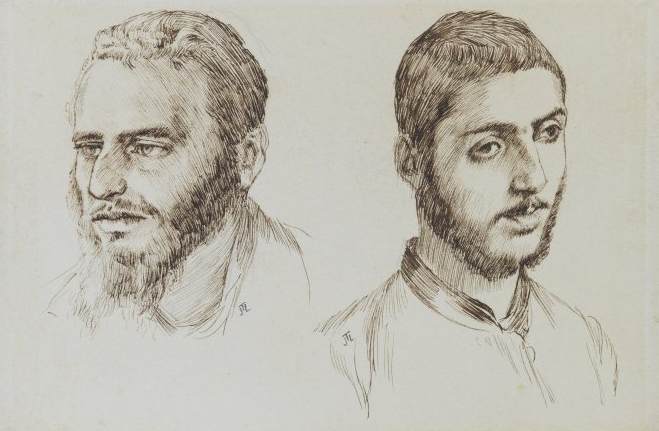
Jueu i armeni (1886-1889, 12'1 × 17'9 cm, Museu de Brooklyn, Nova York)
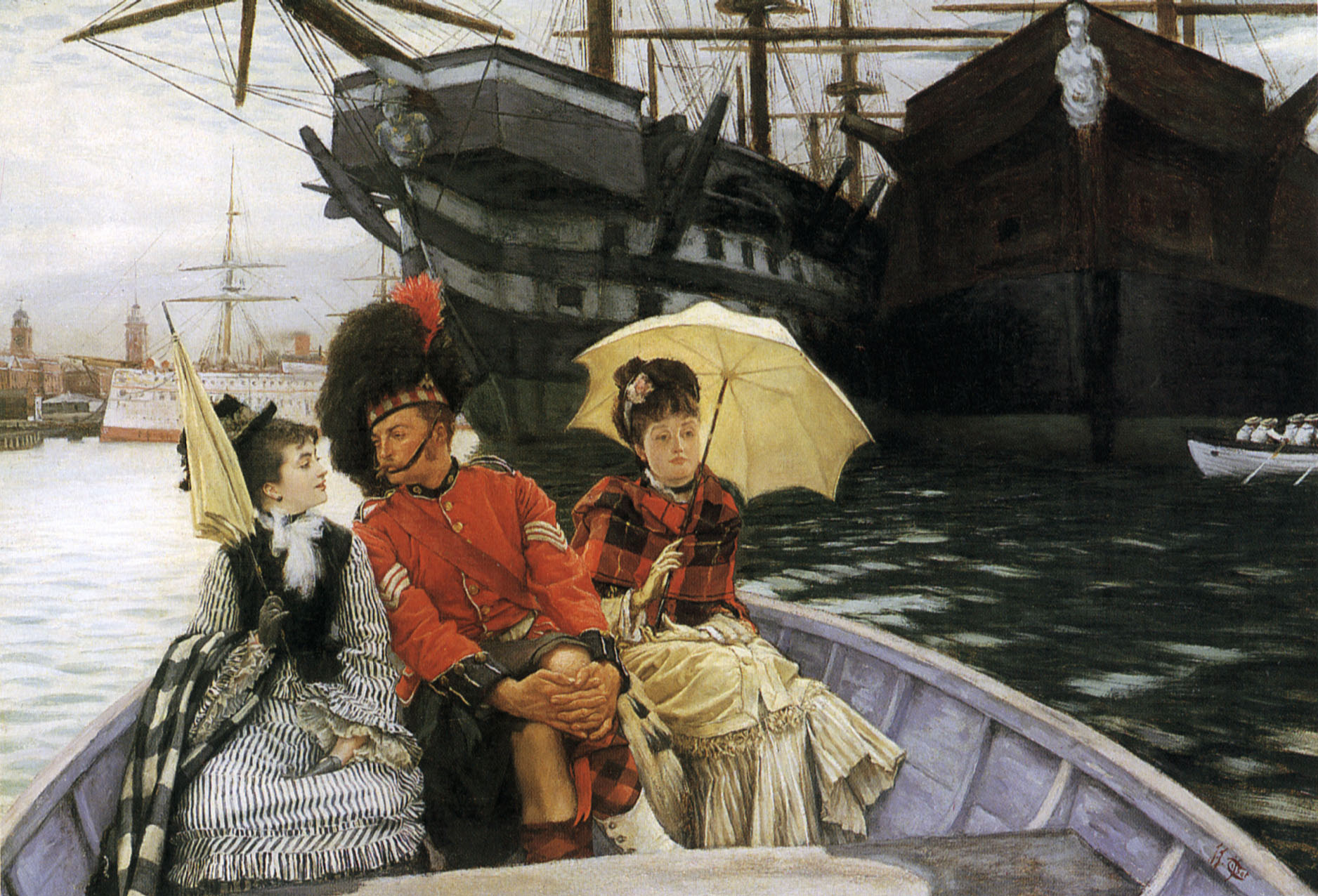
Drassana de Portsmouth -també conegut com a Com de feliç podria estar amb qualsevol- (1877, Tate Britain, Londres)
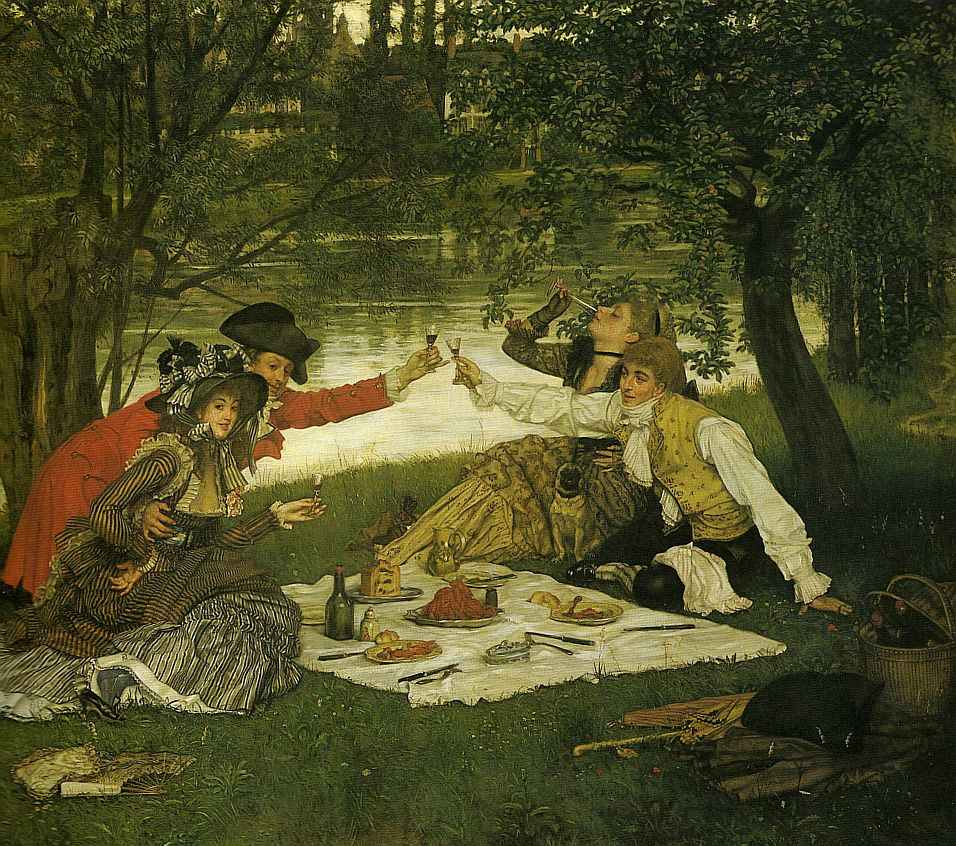
La Partie carrée (1868-1870, col·lecció privada)

## Exposicions
- 5 d'octubre del 2005 - 15 de gener del 2006: Degas, Sickert and Toulouse-Lautrec London and Paris 1870-1910 - Tate Britain (Londres)
- 2 de novembre del 2017 - 29 d'abril del 2018: The EY Exhibition: Impressionists in London - Tate Britain (Londres)[14]